# Gustavo Sánchez Parra
Gustavo Sánchez Parra (ur. 30 września 1966 w mieście Meksyk) – meksykański aktor filmowy i telewizyjny.

## Filmografia
- 2000: Amores perros jako Jarocho
- 2001: Ulicznicy (De la calle) jako punkowy przyjaciel Cero
- 2002: Francisca
- 2002: Asesino en serio jako El Foca
- 2003: Seis días en la oscuridad jako Leo
- 2004: Matando Cabos jako Nico
- 2004: Puerto Vallarta Squeeze jako recepcjonista
- 2004: Głosy niewinności (Voces Inocentes) jako porucznik Ruíz
- 2004: Człowiek w ogniu (Man on Fire)[2]
- 2004: Porywacze, zapaśnik i papuga (Matando Cabos) jako Nico
- 2005: Trzy pogrzeby Melquiadesa Estrady (The Three Burials of Melquiades Estrada) jako Tomas
- 2005: Legenda Zorro (The Legend of Zorro) jako Guillermo Cortés
- 2006: Un mundo maravilloso jako uporządkowany
- 2007: Morirse está en Hebreo jako sierżant Antúnez
- 2007: Pod jednym księżycem (La misma luna) jako Manuel
- 2008: 7 soles jako El Negro
- 2008: Aurora i archanioł (Solo quiero caminar) jako recepcjonista hotelowy
- 2008: Droga do sławy (Casi divas) jako szatan
- 2009: Wściekłość (Rabia) jako José María
- 2009: Nadgryziona kula (Bala mordida) jako oficer Sánchez
- 2009: Chamaco jako Rigoberto Torres
- 2009: Jeszcze po jednym i do domu (La última y nos vamos) jako La Torta
- 2009: Todos hemos pecado jako jąkała
- 2009: El cártel jako Rojas
- 2010: Depositarios jako Mario
- 2010: Rok przestępny (Año bisiesto) jako Arturo
- 2011: Dni łaski (Días de gracia) jako Cara Sanguinetti
- 2012: Colosio: El asesinato jako Javier Ortiga
- 2012: Dorwać gringo (Get the Gringo) jako Rozmiar 11
- 2014: Perfekcyjna dyktatura (La dictadura perfecta) jako El Charro
- 2015: Carga Sellada jako Mariscal
- 2015: Cienka żółta linia (La delgada línea amarilla) jako Mario
- 2015: Sobowtóry (Los parecidos) jako Ulises
- 2016: Tamara i biedronka (Tamara y la Catarina) jako policjant Huicho
- 2018: Osadzony (El Recluso, TV) jako Cuauhtémoc
- 2018: Konspiracja mongolska (El complot Mongol) jako Fu Manchú
- 2020: Scorpio jako Don Pedro
- 2020: Nowy porządek (Nuevo orden) jako generał Oribe
- 2022: Nie wszyscy święci (There Are No Saints) jako Bailarin
- 2023: Sound of Freedom. Dźwięk wolności (Sound of Freedom) jako El Calacas